# Servian
Servian è un comune francese di 4 266 abitanti situato nel dipartimento dell'Hérault nella regione dell'Occitania.

## Società

### Evoluzione demografica
Abitanti censiti

## Amministrazione

### Gemellaggi
Servian è gemellata con:
- Bad Wimpfen